# Солариум
Солариумът (на латински: solarius – слънчев) е оборудвана открита площадка за провеждане на дозирано облъчване с пряко или разсеяно излъчване, получено от специални ултравиолетови лампи. Често така наричат и заведението, в което е разположена площадката с оборудването.
В салони за красота, фитнес-клубове, оздравителни центрове може да срещнат 2 модификации солариуми – хоризонтални и вертикални. Скоростта на загара пряко зависи от 3 фактора, свързани с лампите: тяхното количество, мощност, коефициент на еритемна интензивност SEF.
Посещение на солариум по време на кратките дни през зимата може да отслаби или предотврати появата на депресия, поради което се ползва повече от живеещи в Крайния север. Възможно е обаче развитие на тенорексия (от английското tan - загар) – психологическа зависимост от ултравиолетови лъчи.
Солариумът е противопоказан на хора с нарушение на кръвообращението, повишено артериално налягане, при заболявания на щитовидната жлеза, черния дроб, бъбреците и остри инфекциозни заболявания. Не бива да се ползва и при голямо количество петна по тялото.